# Mentuerquepexefe
Mentuerquepexefe (Mentuherkhepeshef) foi um príncipe egípcio, filho do faraó Ramessés IX da vigésima dinastia. Foi enterrado na KV19, no vale dos Reis.